# Nikolaevsk
Pour les articles homonymes, voir Nikolaïevsk (Homonymie).
Nikolaevsk est un village américain (CDP) situé dans l'Alaska, à 355 km d'Anchorage, et à 40 km de Homer, il fait partie du Borough de la péninsule de Kenai.

## Histoire
Nikolaevsk tient son nom de Saint Nicolas, patron de l'église locale.
La région de Kenai était déjà fréquentée par les fourreurs russes à la fin du XVIIIe siècle.
Nikolaevsk est surnommé « Le village russe » par les personnes qui habitent dans les environs. Il est peuplé par une importante communauté de Russes, vieux croyants expatriés parce qu'ils souhaitaient conserver le rite russe ancien.
Les familles se sont fixées en Alaska en 1968, après avoir acheté du terrain grâce aux fonds alloués l'année précédente par la Fondation Tolstoï de New York. Leurs ancêtres qui avaient fui la Russie au moment de la Révolution russe, s'étaient installés d'abord à Woodburn (Oregon).
La première école de Nikolaevsk ouvre ses portes en 1972.
En 1975, les premiers expatriés obtiennent la nationalité américaine.
À son tour, la population de Nikolaevsk a essaimé, créant notamment des communautés plus conservatrices à Kachemak Selo, Voznesenka et Razdolna.

## Économie
Les habitants de Nikolaevsk vivent essentiellement de la pêche, du traitement du poisson et de la construction de bateaux.

## Démographie
| 1990 | 2000 | 2010 | - | - | - |
| ---- | ---- | ---- | - | - | - |
| 371  | 345  | 318  | - | - | - |

## Mœurs
Le mode de vie dicté par les vieux croyants est assez autarcique, et ancestral. La nourriture vient des jardins, de la chasse, de la pêche.
Jusque dans les années 1980, les familles étaient souvent nombreuses (8 à 12 enfants). Les jeunes gens se mariaient à 15 ou 16 ans, épousant des jeunes filles de 13 ou 14 ans.
À l'heure actuelle, les jeunes choisissent eux-mêmes leur conjoint, bien qu'ils respectent strictement les règles d'interdiction des mariages jusqu'au huitième degré de consanguinité et de parenté avec les parrains et marraines. L'âge du mariage a augmenté. Les mariages avec des représentants d'une religion et d'une nationalité différentes ne sont pas rares. Certains amérindiens qui ont contracté un mariage avec un représentant des vieux croyants acceptent la foi de ses parents. Il y a une augmentation du nombre de divorces et une diminution des naissances. Cette dernière est associée à l'utilisation de la contraception et, dans une moindre mesure, à l'avortement, bien que cela soit contraire à leur foi.
Les habitants qui vivent ici portent encore les costumes russes traditionnels, et parlent parfois russe. Les hommes laissent pousser leur barbe.